# Mimoclystia euboliata
Mimoclystia euboliata là một loài bướm đêm trong họ Geometridae.